# Tamsyn Muir

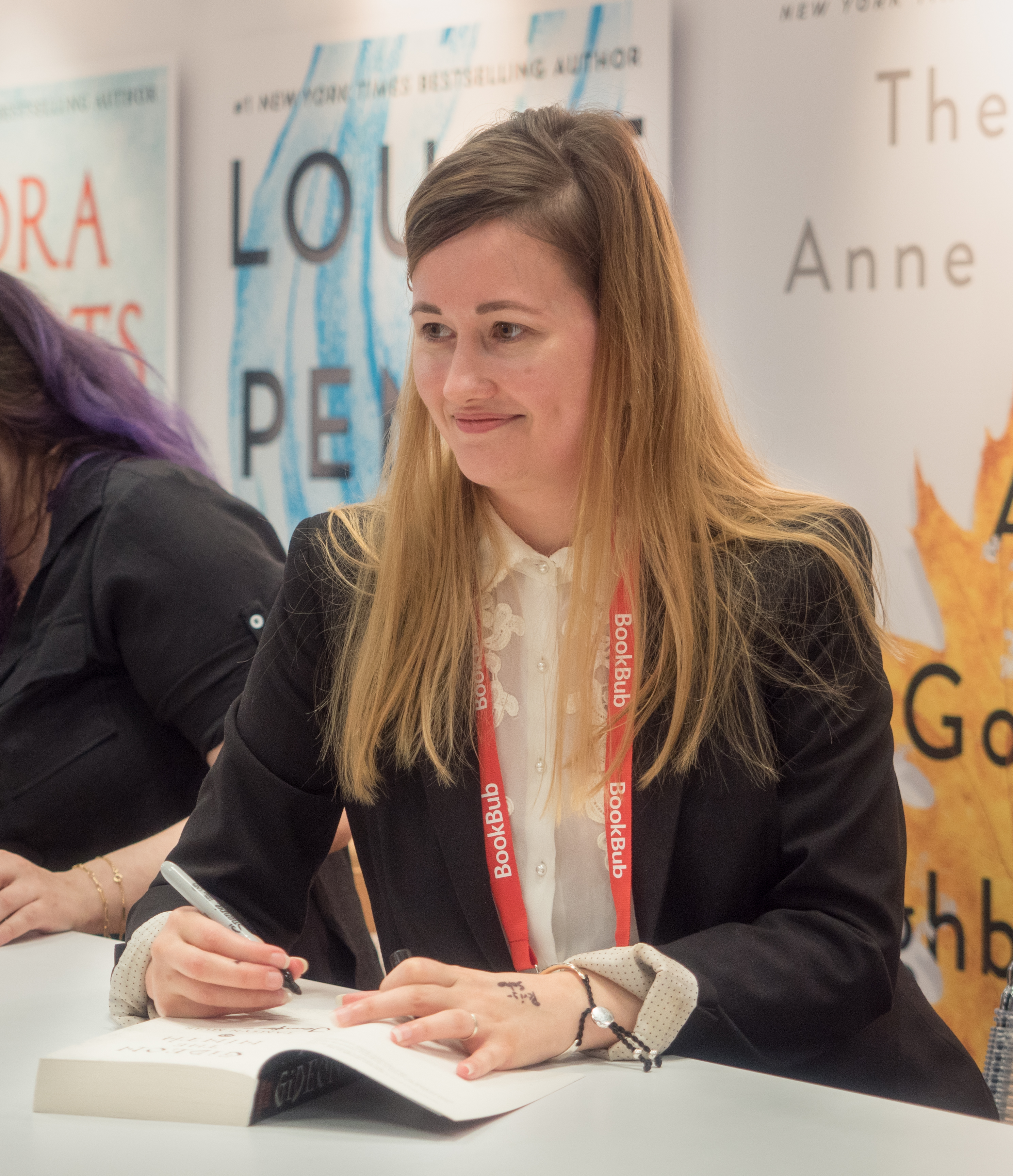
Tamsyn Muir

Tamsyn Muir (geboren am 14. März 1985) ist eine neuseeländische Fantasy-, Science-Fiction- und Horrorautorin. Muir erhielt den 2020 Locus Award für ihren Debütroman Gideon the Ninth und wurde für diverse andere Preise nominiert.

## Biographie
Muir wurde am 14. März 1985 in New South Wales, Australien geboren. Ihre Familie zog nach Neuseeland, als sie neun Monate alt war. Dort wuchs sie in Howick auf. 2010 schloss Muir ihre Ausbildung als Lehrerin ab. Sie unterrichtet noch heute Englisch und Englisch als Zweitsprache. Sie ist weiters eine Absolventin des „2010 Clarion Workshop“. Im Moment lebt und arbeitet sie in Oxford, Vereinigtes Königreich. Muir lebt öffentlich bekannt als lesbisch.

## Veröffentlichungen
Muirs Kurzgeschichte The Deepwater Bride, veröffentlicht 2015 in The Magazine of Fantasy & Science Fiction, wurde für den Nebula Award für die beste Kurzgeschichte nominiert, den World Fantasy Award – Short Fiction, den Eugie Award und den Shirley Jackson Award für die beste Kurzgeschichte nominiert. Gideon the Ninth, Muirs erster Roman und erster Teil der The Locked Tomb-Reihe, wurde 2019 veröffentlicht. Das Werk wurde 2020 mit dem Locus Award für den besten Debütroman und im selben Jahr mit dem Crawford Award ausgezeichnet. Es wurde für den Nebula Award für den „besten Roman“ und den Hugo Award für den „besten Roman“ nominiert. Es erreichte den dritten Platz in den Goodreads Choice Awards für „beste Science Fiction“ 2019.
Muirs Fantasyroman Princess Floralinda and the Forty-Flight Tower wurde 2020 veröffentlicht. Der zweite Band der The Locked Tomb-Reihe, Harrow the Ninth, wurde im August 2020 veröffentlicht und war ein Finalist der 2021 Hugo Awards für den „besten Roman“. Weiterhin erschien 2022 Nona the Ninth, und das Finale Alecto the Ninth wird im Jahr 2024 erwartet. Weitere Teile der The Locked Tomb-Reihe sind die Kurzgeschichten The Mysterious Study of Doctor Sex, As Yet Unsent und The Unwanted Guest.
Nach dem Abschluss der The Locked Tomb-Reihe wird Muirs Cyberpunk-Western-Trilogie bei Tor Books veröffentlicht, beginnend mit Go Marching In.